# Amtsgericht Hohenlimburg

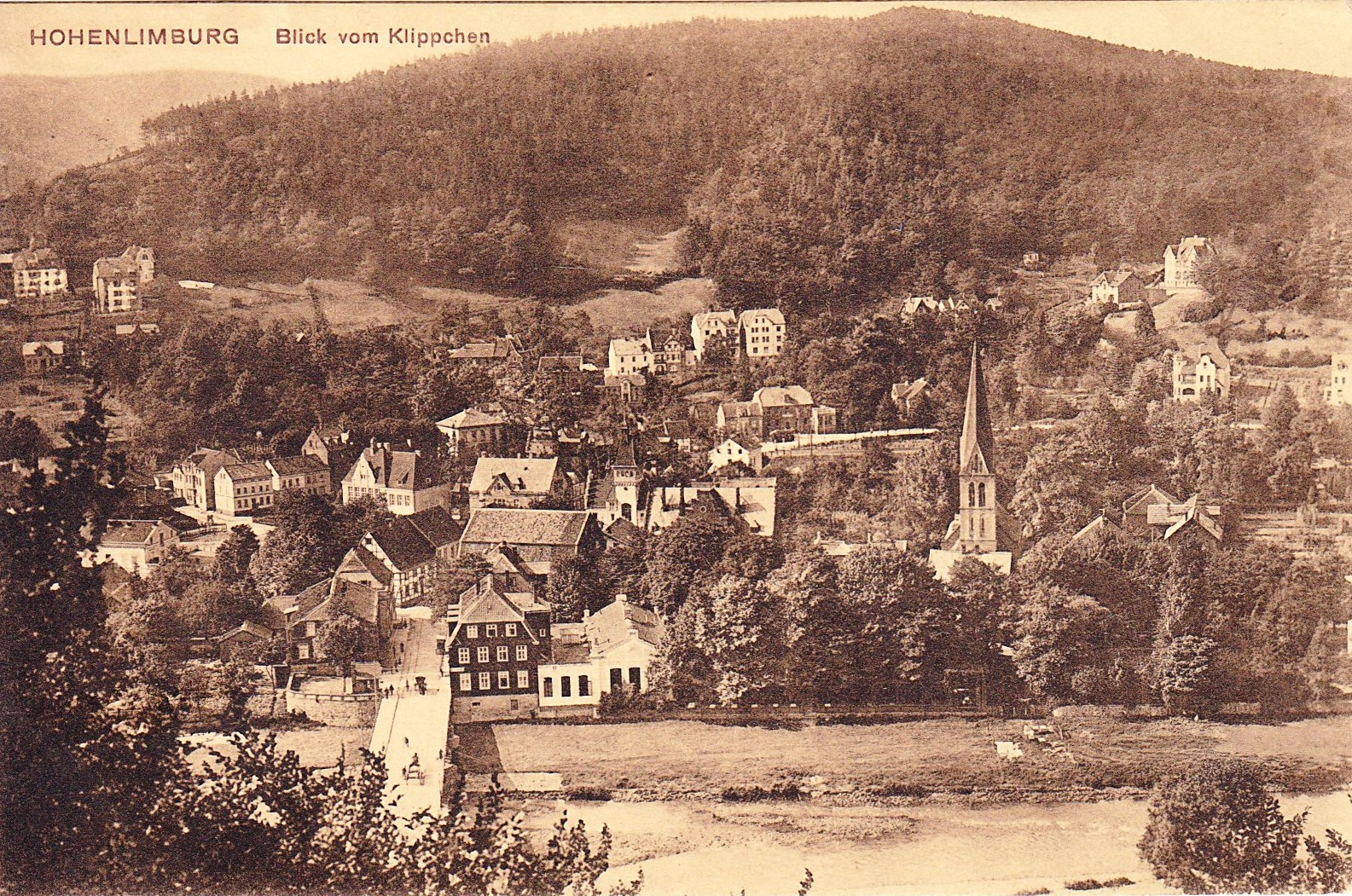
Blick vom Klippchen auf die Innenstadt mit dem Gerichtsgebäude (Postkarte v. 1911)

Das Amtsgericht Hohenlimburg war ein Amtsgericht mit Sitz in Hohenlimburg im Kreis Iserlohn.
In Limburg a.d. Lenne bestand von 1849 bis 1879 die Gerichtskommission Limburg des Kreisgerichtes Iserlohn.
Das Gericht wurde 1879 als Amtsgericht Limburg a.d. Lenne errichtet und gehörte zum Bezirk des Landgerichtes Hagen. Es umfasste danach vom Kreis Iserlohn die Stadt Hohenlimburg, die Gemeinde Elsey und das Amt Ergste ohne Hennen. Am Gericht bestand 1888 eine Richterstelle. Das Amtsgericht war damit ein kleines Amtsgericht im Landgerichtsbezirk. In Folge der Umbenennung von Limburg a.d. Lenne nach Hohenlimburg änderte sich dann auch der Name des Gerichtes in Amtsgericht Hohenlimburg.
Zum 1. Juli 1969 führte eine Justizreform zu seiner Auflösung. Die Aufgaben werden seitdem durch das Amtsgericht Hagen wahrgenommen. Das Gebäude nebst Gefängnistrakt an der Stennertstraße/Ecke Im Weinhof wurde 1973 abgerissen.